# Bulbophyllum edentatum
Bulbophyllum edentatum là một loài phong lan thuộc chi Bulbophyllum.